# Оувърлънд Парк
Оувърлънд Парк (на английски: Overland Park) е вторият по население град в щата Канзас, САЩ. Населението му е 191 278 жители (по приблизителна оценка от 2017 г.). Общата му площ е 195,10 кв. км. Намира се на 329 м н.в. в окръг Джонсън. Оувърлънд Парк е най-голямото предградие на град Канзас Сити. Телефонният му код е 913. Главният щаб на една от големите американски телекомуникационна фирми, Спринт Некстел, се намира в града.